# Maoming
Maoming (kinesisk: 茂名; pinyin: Màomíng) er en by på præfekturniveau i provinsen Guangdong ved Kinas kyst til det Sydkinesiske Hav. Befolkningen anslås (2004) til 6.705.900 mennesker, hvoraf 346.000 bor i selve byen Maoming. Præfekturet har et areal på 11,458 km2

## Administration
Bypræfekturet Maoming administrerer seks enheder på amtsniveau, hvoraf to er distrikter, tre er byer på amtsniveau og et er et amt.
- Maonan distrikt (茂南区) 487 km², 710.000 indbyggere
- Maogang distrikt (茂港区) 420 km², 480.000 indbyggere (2004)
- Gaozhou by på amtsniveau (高州市) 3.276 km², 1,50 mio. indbyggere
- Xinyi by på amtsniveau (信宜市) 3.081 km², 1,24 mio. indbyggere (2002)
- Huazhou by på amtsniveau (化州市) 2.354 km², 1,42 mio. indbyggere (2003)
- Dianbai amt (电白县) 1.855 km², 1,23 mio. indbyggere (2003)

21°39′N 110°55′Ø / 21.650°N 110.917°Ø